# 天神-TENJIN-
『天神-TENJIN-』（てんじん）は、原作：小森陽一、構成：田岡宗晃、作画：杉江翼による日本の漫画作品。小森陽一の小説『天神』を原作とした航空ロマン。
2013年8月、『ジャンプLIVE』（集英社）1号に前日譚が掲載された。その後『少年ジャンプ+』に移籍し、2015年6月23日より同年10月13日まで連載された。セカンドシーズンである『天神-TENJIN- 音速の鷲』が同年12月1日より2016年10月16日まで、『天神-TENJIN- イーグルネスト』が2017年2月8日から2019年5月29日まで連載された。

## 書誌情報

### 漫画
- 原作：小森陽一、構成：田岡宗晃、作画：杉江翼『天神-TENJIN-』集英社〈ジャンプコミックス〉、全14巻
  1. 2015年12月4日発売[4][5]、ISBN 978-4-08-880568-9
  2. 2016年2月4日発売[6]、ISBN 978-4-08-880618-1
  3. 2016年5月2日発売[7]、ISBN 978-4-08-880720-1
  4. 2016年8月4日発売[8]、ISBN 978-4-08-880855-0
  5. 2016年11月4日発売[9]、ISBN 978-4-08-880860-4
  6. 2017年2月3日発売[10]、ISBN 978-4-08-881016-4
  7. 2017年5月2日発売[11]、ISBN 978-4-08-881089-8
  8. 2017年8月4日発売[12]、ISBN 978-4-08-881255-7
  9. 2017年11月2日発売[13]、ISBN 978-4-08-881280-9
  10. 2018年3月2日発売[14]、ISBN 978-4-08-881465-0
  11. 2018年9月4日発売[15]、ISBN 978-4-08-881614-2
  12. 2019年8月2日発売[16]、ISBN 978-4-08-882047-7
  13. 2019年9月4日発売[17]、ISBN 978-4-08-882059-0
  14. 2019年9月4日発売[18]、ISBN 978-4-08-882060-6

### 小説
- 小森陽一（著）、杉江翼（イラスト）『天神シリーズ』集英社〈集英社文庫〉、全5巻（本編4巻＋外伝1巻）
  1. 天神 2013年3月19日発売[19]、ISBN 978-4-08-745053-8
  2. 音速の鷲 2014年10月17日発売[20]、ISBN 978-4-08-745242-6
  3. イーグルネスト 2014年12月16日発売[21]、ISBN 978-4-08-745265-5
  4. 風招きの空士 天神外伝 2016年10月20日発売[22]、ISBN 978-4-08-745506-9
  5. ブルズアイ 2017年9月20日発売[23]、ISBN 978-4-08-745640-0